# Abbaye de Pöhlde
L'abbaye de Pöhlde était un monastère d'abord bénédictin puis norbertin au village de Pöhlde (qui fait à présent partie de la municipalité de Herzberg am Harz) en Basse-Saxe. Fondée au Xe siècle, l'abbaye dépendait du diocèse de Hildesheim. Elle a été détruite pendant la guerre des Paysans en 1525 puis dissoute au cours de la Réforme protestante.

## Histoire

### Origines

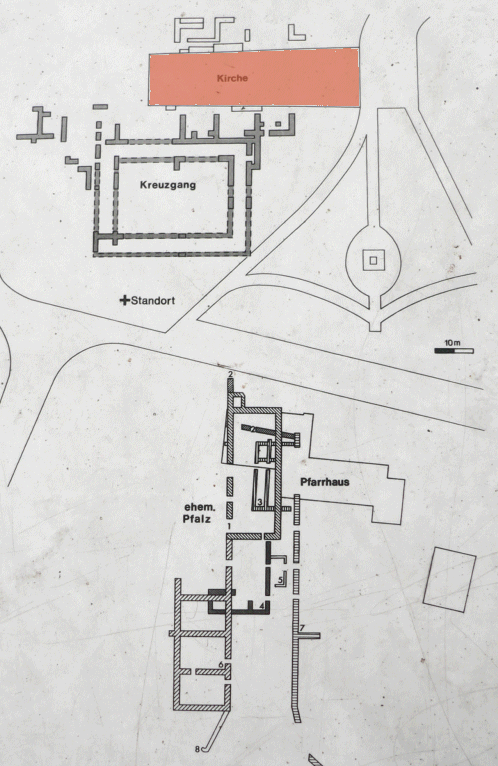
Plan de base du palais et de l'abbaye.

Le lieu de Palithi, un palais résidentiel des Ottoniens au sud du Harz dans le duché de Saxe (Angrie), est mentionné pour la première fois en l'an 927, lorsque le roi germanique Henri Ier l'Oiseleur donne le domaine en douaire à son épouse Mathilde († 968), fille du comte Théodoric de Ringelheim. Après le décès de Henri, en 936, sa veuve prend la décision de transformer le palais en un couvent de chanoines.

### Fondation de l'abbaye
L'abbaye est fondée par acte du 16 mai 952, par lequel Mathilde obtient l'accord de son fils Otton Ier qui ordonne la construction d'un cloître à côté du palais royal. La plus ancienne mention documentaire du monastère bénédictin, dédié à Saint Jean le Baptiste et à Saint Servais, est l'acte de donation de l'empereur Otton II, fils d'Otton Ier, de 981.

### Vicissitudes
L'abbaye bénéficie grandement de son lien étroit avec la résidence de Pöhlde, notamment sous le règne de Henri II († 1024) qui s'y trouve régulièrement à Noël. Peu de temps après le couronnement de Henri comme roi des Romains, en 1002, son rival le margrave Ekkehard de Misnie y est assassiné. Le jour de Noël 1012, l'antipape Grégoire VI arrive à Pöhlde et quémande le support du roi. Le couvent reçoit des dons généreux et est temporairement l'un des monastères les plus riches en Germanie.
Vers 1129/1130, le prélat Norbert de Xanten, archevêque de Magdebourg, fait de l'abbaye la première prévôté des Prémontrés en Saxe. Dans le monastère de Pöhlde naît un manuscrit important du Moyen Âge, les Annales de Pöhlde, une chronique latine de la seconde moitié du XIIe siècle. En 1200, l'ancienne église romane brûle, et la nouvelle église gothique est consacrée, en 1240.
En 1525, des serfs révoltés d'Eichsfeld détruisent l'église et l'abbaye lors de la guerre des Paysans allemands. Les moines s'enfuient et s'abritent à Duderstadt sous la protection de l'archevêque Albert de Mayence.

### Dissolution de l'abbaye
En 1533, le duc Philippe de Brunswick-Grubenhagen dissout l'abbaye au moment de la Réforme et reprend ses possessions.
En 1629, une tentative pour relancer l'abbaye avorte rapidement. Plus tard, durant la guerre de Trente Ans, le peu qui reste du site est complètement détruit. Après la paix de Westphalie, l'église luthérienne à colombage (actuelle) de Saint-Jean-et-Saint-Servais est construite dans un style baroque (1668), comprenant les vestiges de l'église abbatiale détruite. La paroisse correspondante fait partie de l'Église protestante luthérienne du Pays de Hanovre.

### Aujourd'hui
Aujourd'hui, il n'y a pas de traces visibles du monastère. Entre 1971 et 1974, quelques vestiges du monastère et de la Pfalz, avec lesquels les bâtiments du monastère étaient reliés physiquement, sont découverts lors de fouilles archéologiques, mais recouverts pour une meilleure conservation. La trace des murs est symbolisée.